# Rebel·lió del riu Red
La Rebel·lió del riu Red (en anglès: Red River Resistance (o la Red River Rebellion, Red River uprising, o First Riel Rebellion i en francès: Résistance de la rivière Rouge) va ser la seqüència d'esdeveniments que van portar l'any 1869 a la fundació d'un govern provisional per a l'ètnia Métis del Canadà la rebel·lió va ser liderada per Louis Riel a la Red River Colony, en l'actual província de Manitoba. Durant cert temps havia estat el territori anomenat Rupert's Land sota el control de la Hudson's Bay Company.
El govern del Canadà va comprar l'any 1869 Rupert's Land a la Companyia de la Badia de Hudson i nomenà l'angloparlant, contrari als francòfons Metis, William McDougall com a governador. Els Métis van crear un govern provisional. Riel negocià directament amb el govern canadenc per a fundar Manitoba com a província.
Els paridaris de Riel van arrestar membres de la facció pro-canadenca i executaren l'orangeman Thomas Scott acusat d'intentar assassinar Riel. El 1870 la llei Manitoba Act va permetre entrar a la Confederació del canadà a la Red River Colony com a província de Manitoba.Aquesta llei també va permetre escoles separades en anglès i francès i la protecció de la pràctica del catolicisme.
Després d'aquest acord una milícia britànica, anomenada Expedició Wolseley, va ser enviada a Manitoba. Riel fugí als Estats Units i va ser la fí de la rebel·lió.

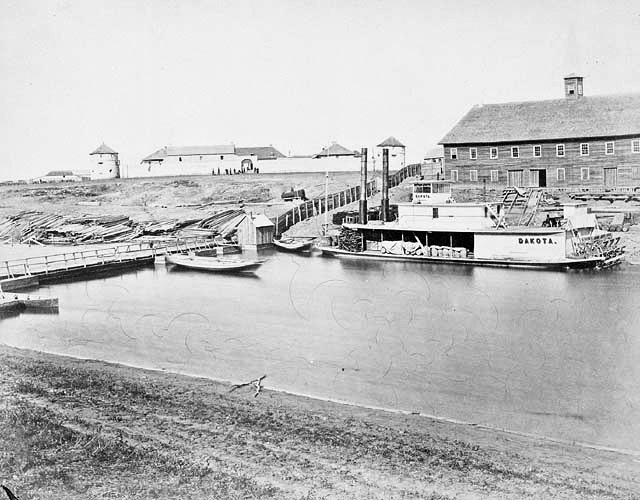
Fort Garry prop de 1872